# خط پیوند نرم

خط پیوند نرم-Soft hyphen

خط پیوند نرم (انگلیسی: Soft hyphen) در تایپوگرافی با (استاندارد 8859: 0xAD، یونیکد U+00AD  soft hyphen، اچ‌تی‌ام‌ال: &#173; &shy;) یا (EBCDIC: 0xCA)، با حرف اختصاری SHY یک نویسه در یونیکد است برای نشان دادن ارتباط خطوط با افزایش دیداری hyphen.
دو راه دیگر برای نمایش این نویسه وجود دارد که بسته به استاندار متنی از آنها استفاده می‌شود.